# بيلي جونسون (لاعب كرة قدم أمريكية)
بيلي جونسون (بالإنجليزية: Billy "White Shoes" Johnson)‏ (و. 1952  م) هو لاعب كرة قدم أمريكية، ولاعب كرة قدم كندية أمريكي، مركز لعبه هو مستقبل واسع ‏.

## التعليم
تعلم في جامعة ويدنر ‏
.

## روابط خارجية
- بيلي جونسون على موقع مرجع كرة القدم المحترفة.كوم (الإنجليزية)